# Hybomitra chevalieri
Hybomitra chevalieri är en tvåvingeart som först beskrevs av Surcouf 1906.  Hybomitra chevalieri ingår i släktet Hybomitra och familjen bromsar. Inga underarter finns listade i Catalogue of Life.